# 硫化鉄(III)
硫化鉄(III)(Iron(III) sulfide)は、鉄の硫化物で化学式Fe2S3で表される物質である。比較的不安定で自然にはほとんど発生しない。

## 合成
硫化鉄(III)は冷却した塩化鉄(III)の水溶液と冷却した硫化ナトリウム水溶液との添加によりFe2S3の沈殿として得られる。
{\displaystyle {\ce {2FeCl3\ +3Na2S->Fe2S3\downarrow +\ 6NaCl}}}
20℃以上で硫化鉄(II)と硫黄に分解する。
{\displaystyle {\ce {Fe2S3 -> 2FeS\ + S}}}
塩酸とは下記のように反応する。
{\displaystyle {\ce {Fe2S3\ +4HCl->2FeCl2\ +2H2S\uparrow +\ S\downarrow }}}